# Aedes tabu
Aedes tabu är en tvåvingeart som beskrevs av Ramalingam och John Nicholas Belkin 1965. Aedes tabu ingår i släktet Aedes och familjen stickmyggor. Inga underarter finns listade i Catalogue of Life.